# Thorning Kirke
Thorning Kirke er sognekirke for Thorning Sogn, Viborg Stift. Kirken er beliggende i Thorning.
Kirken er bygget for godt 800 år siden og består af kor og skib i romansk stil. Ved en større ombygning i 1743 (foretaget af bygmester Johann Gottfried Hödrich) blev kirken forlænget mod vest, og der blev bygget et såkaldt styltetårn.
På nordvæggen er ophængt et sengotisk relief i alabast (fra Nottingham) med Pietà som hovedmotiv. Det stammer fra en tidligere altertavle fra 1700-tallet. Den nuværende altertavle stammer fra 1903.
I krypten under koret findes gravsted for familien Sandberg, samt provst M. Windfeldt, der døde i 1773.
Kirken fik nyt orgel i 1981. I den forbindelse blev der udført en mindre ændring af bænkene.
En af kirkens præster var fra 1819-1825 den danske forfatter Steen Steensen Blicher, og på kirkegården vest for kirkens tårn kan man finde gravstenen for hovedpersonen i en af hans viser, Mads Doss, samt en mindesten over kyradséren Claus Vattrup, kendt fra Blichers fortælling om Messingjens.
Jesper Langballe, Medlem af Folketinget for Dansk Folkeparti var sognepræst ved kirken 1975-2007. Det nuværende alterbillede "Opstandelsens Lys"  er malet af Sven Havsteen-Mikkelsen og indviet ved gudstjenesten søndag den 21. juni 1998, ved Jesper Langballe; teksten er fra Lukas 24, 19-36.

## Eksterne kilder og henvisninger
- Wikimedia Commons har flere filer relateret til Thorning Kirke
- Thorning Kirke Arkiveret 31. januar 2011 hos  Wayback Machine på Nordenskirker.dk
- Thorning Kirke på KortTilKirken.dk